# 洛巴塔縣
洛巴塔縣是非洲國家聖多美和普林西比的一個縣，位於聖多美島，首府瓜達盧佩，位於該國北部，面積105平方公里，2001年人口估計約16,500。